# Interregno di Severo
Il periodo di Interregnum di Severo fu una fase leggendaria della Britannia di cui parla Goffredo di Monmouth nella Historia Regum Britanniae. Dopo la morte del re britannico san Lucio, i britanni
si ribellarono al dominio romano. Allora, il Senato chiese all'imperatore Settimio Severo di sopprimere la rivolta.
Severo sbarcò in Britannia con due legioni, combattendo contro i britanni fino ai confini tra Deira e Albany (oggi Scozia). I britanni del nord si unirono sotto la guida di Sulgenio, che attaccò il nemico. Non potendo sconfiggere Sulgenio, Severo costruì il Vallo antoniniano.
Sulgenio lasciò la Britannia e si recò in Scozia, dove mise insieme una grossa armata di pitti. Poi tornò in patria e prese York nel febbraio del 211. La maggior parte delle tribù britanniche si unirono a lui e Severo fu costretto ad attaccare la città, dove morì, mentre Sulgeniuo fu ferito a morte. Le legioni scelsero il figlio di Severo, Geta, come re della Britannia.